# Саванеті
Саванеті (груз. სავანეთი) — село в Грузії.
За даними перепису населення 2014 року в селі проживає 1412 осіб.